# Tórtora cucut grossa
La tórtora cucut grossa (Macropygia magna) és una espècie d'ocell de la família dels colúmbids (Columbidae) que habita els boscos d'algunes illes properes a Sulawesi i les Illes Petites de la Sonda.

## Estat i conservació
Des de 1988, la tórtora cucut grossa ha estat classificada com una espècie en risc mínim en la Llista Vermella d'Espècies Amenaçades de la UICN. Això es deu al fet que encara que té un rang restringit, la mida del rang és de més de 20.000 km², i perquè té una tendència de població estable. A més, tot i que no s'ha determinat el nombre de població, es creu que està per sobre de 10.000, que està per sobre del criteri per garantir una qualificació vulnerable. Es descriu que rarament es troba a Timor, però comunament es troba a les illes Tanimbar i a l'illa Kalaotoa. Es creu que no té cap amenaça important.

## Taxonomia
Prèviament es va col·locar juntament amb la tórtora cucut de Tanimbar (M. timorlaoensis) i la tórtora cucut del mar de Flores (M. macassariensis). Tot i que encara hi ha alguna autoritat que no reconeix aquesta separació, actualment es considera que és una espècie monotípica.